# Globočec
Globočec es una localidad de Croacia situada en el municipio de Marija Bistrica, en el condado de Krapina-Zagorje. Según el censo de 2021, tiene una población de 490 habitantes.